# Czesław Szuber
Czesław Szuber, właściwie Jan Szuber (ur. 18 lutego 1880 w Haczowie, zm. 12 grudnia 1951 w Gorzowie Wielkopolskim) – polski prezbiter katolicki, zakonnik kapucyn.

## Życiorys
Urodził się 18 lutego 1880 w Haczowie. Na chrzcie św. otrzymał imię Jan. Kształcił się w C. K. Gimnazjum Męskim w Sanoku, gdzie w 1893 ukończył I klasę.
W 1896 wstąpił do zakonu kapucynów. Odbył studia filozoficzno-teologiczne w Krakowie, po czym przyjął święcenia kapłańskie 28 marca 1903. Był dyrektorem kleryków, opiekunem II Zakonu. Sprawował stanowisko gwardiana we Lwowie i Drohobyczu. 29 października 1918 został mianowany administratorem parafii i przełożonym klasztoru we Lwowie-Zamarstynowie. W latach 1921–1927 i 1930-1936 sprawował stanowisko komisarza komisariatu krakowskiego im. św. Józef Oblubieńca NMP z siedzibą w Krakowie. Był prezesem Związku Haczowiaków, a w dniach 26-28 lipca 1930 uczestniczył w rodzinnej wsi w czwartej edycji Zjazdu Haczowiaków, podczas której odprawił mszę św.. 20 lipca 1936 został wikarym konwentu. 20 czerwca 1939 został gwardianem we Lwowie. Po podniesieniu komisariatu krakowskiego do rangi prowincji św. Józefa Oblubieńca Najświętszej Maryi Panny w 1939 został jej definitorem. Od stycznia 1928 przebywał w Stanach Zjednoczonych przez 19 miesięcy celem zbierania środków na dokończenie budowy kościoła na Zamarstynowie. Po wybuchu II wojny światowej i agresji ZSRR na Polskę 20 września 1939 jako przełożony lwowskiego klasztoru i II definitor prowincji został mianowany delegatem klasztorów na ziemiach zajętych przez Armię Czerwoną. W czerwcu 1942 został zastąpiony przez o. Floriana Nestorowskiego na stanowisku gwardiana lwowskiego. We wrześniu 1945 był w grupie lwowskich kapucynów przybyłych do Krakowa. Od połowy 1951 był duszpasterzem parafii św. Krzyża w Gorzowie. Wówczas pracował jako kapelan szpitala miejskiego w Gorzowie. Był określany jako pater provinciae.
Zmarł 12 grudnia 1951 w Gorzowie w wieku 65 lat. Został pochowany w Krakowie.